# Giulia Gam
Giulia Gam (Perugia, 28 de diciembre de 1966) es una actriz brasileña.
Es nacida en Italia de padres brasileños y se crio en São Paulo.
Tiene un hijo, Theo, con el periodista Pedro Bial con quien estuvo casada entre 1998 y 2000. Al separarse Giulia Gam y Pedro Bial luchan por la custodia de Theo nacido en 1998, de 2 años en ese entonces. Julia ganó la custodia del niño.
En 2012, interpretó a la culta periodista Laura Belize en Amor Eterno Amor. En 2013, vuelve a las novelas co un vis cómico, como la decadente Bárbara Ellen en Sangue Bom.

## Filmografía

### Televisión
| Año  | Título                        | Personaje                                |
| ---- | ----------------------------- | ---------------------------------------- |
| 1987 | Mandala                       | Jocasta (joven)                          |
| 1988 | O Primo Basílio               | Luísa                                    |
| 1989 | Que Rei Sou Eu?               | Aline                                    |
| 1991 | Vamp                          | Lucia                                    |
| 1993 | Fera Ferida                   | Linda Inês de Sousa Maçaranduba da Costa |
| 1998 | Dona Flor e Seus Dois Maridos | Doña Flor                                |
| 2001 | A Padroeira                   | Antonieta                                |
| 2003 | Mujeres apasionadas           | Heloísa Vasconcelos                      |
| 2004 | Celebridad                    | Ella misma                               |
| 2005 | Bang Bang                     | Vegas Locomotiv                          |
| 2007 | Eterna Magia                  | Regina                                   |
| 2008 | La favorita                   | Diva Palhares                            |
| 2009 | Asuntos internos              | Claudia                                  |
| 2009 | Aline                         | Sofia                                    |
| 2010 | Cuchicheos                    | Bruna Soares Sampaio                     |
| 2012 | As Brasileiras                | Soraya                                   |
| 2012 | Amor Eterno Amor              | Laura Belize                             |
| 2012 | ¿Pelea o amor?                | Gisele                                   |
| 2013 | Laberintos del corazón        | Bárbara Ellen (Conceição da Silva)       |
| 2014 | Boogie Oogie                  | Carlota Fraga                            |

### Series
- 2004 - A Diarista ....Nancy
- 2002 - A Grande Família ....Jaqueline
- 2001 - Os Normais ....Clara
- 2000 - Brava Gente
- 1999 - Tiradentes ....Marília
- 1995 - A Comédia da Vida Privada.... Ana / Camila
- 1992 - Procura-se

### Películas
- 2011 - Assalto ao Banco Central
- 2010 - Chico Xavier
- 2008 - A Guerra dos Rocha ....Júlia Rocha
- 2006 - O Passageiro - Segredos de Adulto ....Ângela
- 2006 - Árido Movie ....Soledad
- 2005 - A História de Rosa
- 2004 - A Dona da História ....Madre de Carolina
- 2003 - O Preço da Paz ....Baronesa do Serro Azul
- 2002 - O Casal dos Olhos Doces
- 1999 - Outras Estórias ....Maria Exita
- 1998 - Policarpo Quaresma, Herói do Brasil.... Olga
- 1997 - Miramar.... Rolah
- 1995 - O Mandarim
- 1992 - Oswaldianas
- 1991 - A Grande Arte.... Gisela Martins
- 1988 - Fogo e Paixão
- 1987 - Aurora
- 1987 - O País dos Tenentes
- 1987 - Bésame Mucho